# Uromyces occidentalis
Uromyces occidentalis ist eine Ständerpilzart aus der Ordnung der Rostpilze (Pucciniales). Der Pilz ist ein Endoparasit von Wolfsmilch und Lupinen. Symptome des Befalls durch die Art sind Rostflecken und Pusteln auf den Blattoberflächen der Wirtspflanzen. Sie ist in Nordamerika verbreitet.

## Merkmale

### Makroskopische Merkmale
Uromyces occidentalis ist mit bloßem Auge nur anhand der auf der Oberfläche des Wirtes hervortretenden Sporenlager zu erkennen. Sie wachsen in Nestern, die als gelbliche bis braune Flecken und Pusteln auf den Blattoberflächen erscheinen.

### Mikroskopische Merkmale
Das Myzel von Uromyces occidentalis wächst wie bei allen Uromyces-Arten interzellulär und bildet Saugfäden, die in das Speichergewebe des Wirtes wachsen. Ihre Spermogonien wachsen unterseitig auf den Wirtsblättern. Die gleichfalls blattunterseitig wachsenden Aecien der Art sind kurz und verstreut. Ihre hyalinen Aeciosporen sind 19–24 × 15–20 µm groß, kugelig bis breitellipsoid und warzig. Die blattunterseitig wachsenden Uredien des Pilzes sind gelbbraun. Die gelblichen bis goldbraunen Uredosporen sind 22–27 × 18–21 µm groß, kugelig bis breitellipsoid und stachelwarzig. Die überwiegend blattunterseitig in Zirkeln wachsenden Telien der Art sind schokoladenbraun, pulverig und unbedeckt. Die Teliosporen sind einzellig, in der Regel eiförmig bis breitellipsoid, warzig und meist 19–25 × 16–20 µm groß. Ihre Stiele sind farblos.

## Verbreitung
Das bekannte Verbreitungsgebiet von Uromyces occidentalis reicht von Wyoming bis Mexiko.

## Ökologie
Die Wirtspflanzen von Uromyces occidentalis sind für den Haplonten Wolfsmilche (Euphorbia spp.) sowie verschiedene Lupinen (Lupinus spp.) für den Dikaryonten. Der Pilz ernährt sich von den im Speichergewebe der Pflanzen vorhandenen Nährstoffen, seine Sporenlager brechen später durch die Blattoberfläche und setzen Sporen frei. Die Art durchläuft einen makrozyklischen Entwicklungszyklus mit Spermogonien, Aecien, Telien und Uredien. Als heteroöker Parasit macht sie einen Wirtswechsel durch.